# Mornay-sur-Allier
Mornay-sur-Allier är en kommun i departementet Cher i regionen Centre-Val de Loire i de centrala delarna av Frankrike. Kommunen ligger i kantonen Sancoins som tillhör arrondissementet Saint-Amand-Montrond. År 2022 hade Mornay-sur-Allier 417 invånare.

## Befolkningsutveckling
Antalet invånare i kommunen Mornay-sur-Allier
Referens:INSEE